# Capela do Alto Alegre
Capela do Alto Alegre este un oraș în unitatea federativă  Bahia (BA) din Brazilia.